# Станиш Наков
Станиш Наков, известен като Станиш Кукушанина, е български революционер, кукушки войвода на Вътрешната македоно-одринска революционна организация.

## Биография
Станиш Наков е роден около 1871 година в село Грамадна, Кукушко, тогава в Османската империя, днес Евкарпия, Гърция. В 1903 година е четник при Гоце Делчев и участва в атентата при река Ангиста. По-късно става кукушки войвода и води много битки срещу турски аскери и срещу андартите. През лятото на 1905 година заедно с войводата Дельо Калъчев се сражава в местността Мадема край село Стояково, Гевгелийско.
С жена си Стана имат две деца: Борис и Мария.
Умира след 1918 година.